# Camilo Cienfuegos
Camilo Cienfuegos Gorriarán (født 6. februar 1932 nær Santa Clara, Cuba, død 28. oktober 1959 ved flystyrt på Cuba) var en cubansk revolutionær, der regnes som en af de største ledere under den cubanske revolution på linje med Fidel Castro og Che Guevara. Cienfuegos omkom i en flyulykke den 28. oktober 1959 omkring 10 måneder efter at revolutionsstyrkerne havde vundet magten i landet. Han blev 27 år gammel.